# Synagoge Hochhausen (Tauberbischofsheim)

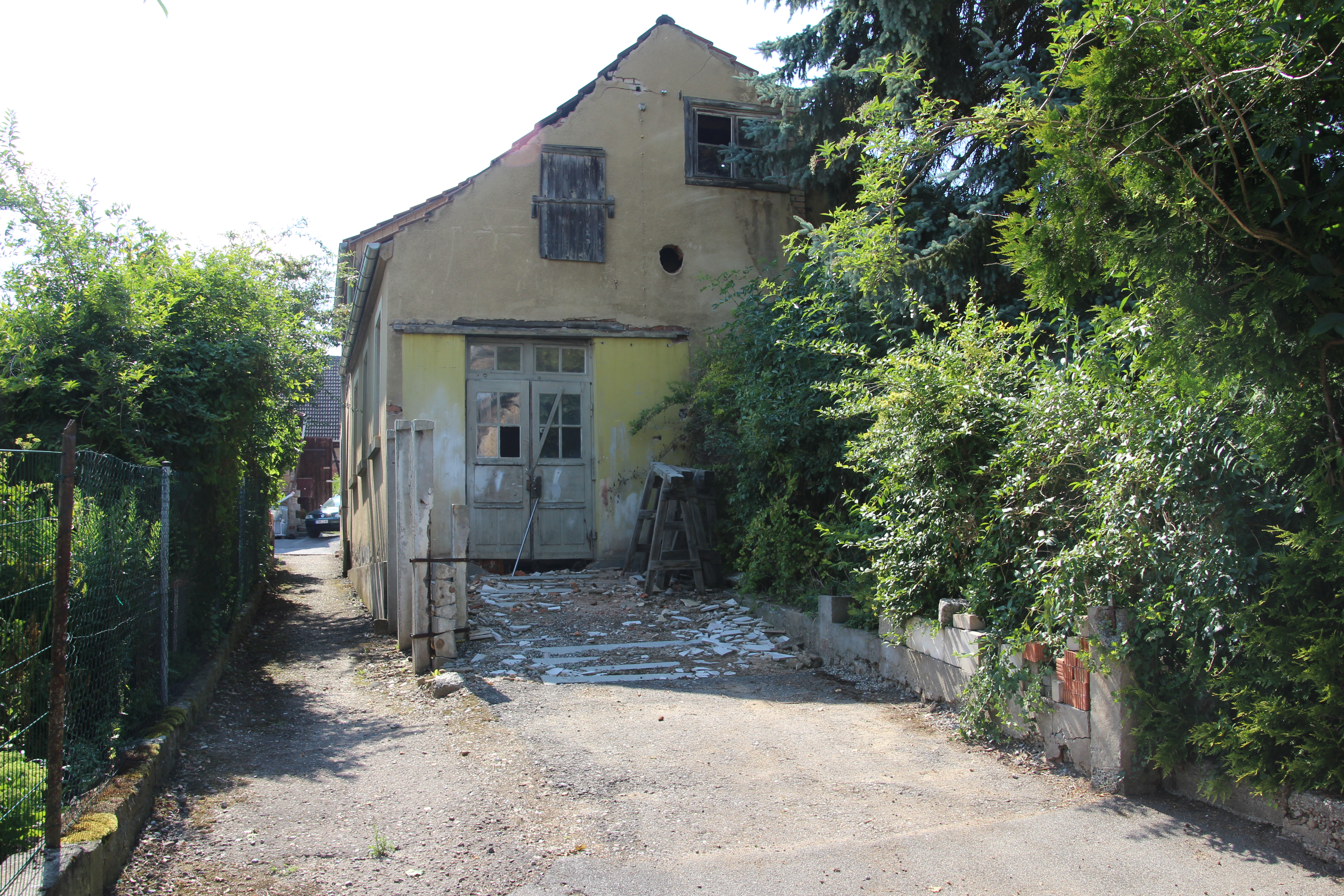
Die ehemalige Synagoge Hochhausen neben der Judengasse

Die ehemalige Synagoge in Hochhausen im Main-Tauber-Kreis wurde um 1770 errichtet und bestand bis 1914.

## Geschichte
Die Synagoge befindet sich in der noch erhaltenen „Judengasse“. Sie wurde um 1770 erbaut, doch über deren Baugeschichte ist bislang nichts bekannt. Auch über den Gottesdienst in der Hochhausener Synagoge liegen kaum Berichte vor. Doch der aus Würzburg stammende und in Halle lehrende Ulrich Gerhardt erzählt in seinen Tagebuchnotizen von einem Besuch des Schacharit am 17. August 1907 in Hochhausen. Er schilderte die ehemalige Synagoge als klein. Sechs Rollen seien dort vorhanden, welche keinen besonderen Schmuck trugen. Der Chasan war seinerzeit ein Lehrer Stiefel aus Mannheim. Aus der Tora wurde von einem im benachbarten Impfingen wohnenden und aus Ettlingen stammenden Lehramtskandidaten vorgelesen. Ein polnischer Jude habe auch mitgebetet, wobei dieser auffallenderweise keinen Gebetsmantel trug. Der Gottesdienst wurde nach den jüdischen Traditionen des alten aschkenasischen Minhag gefeiert. So fiel Ulrich Gerhardt auf, dass der Chasan nach einer in sehr vielen Gemeinden nicht mehr eingehaltenen alten Vorschrift den Gebetsmantel zu Beginn des Gottesdienstes noch auf der Schulter trug und ihn erst beim Hymnus Baruch sche-amar anlegte. Beim Ausheben der Tora wurde kein Schma Jisrael gesprochen. Bis 1914 wurde die Synagoge noch genutzt und dann verkauft. Das Synagogengebäude wurde in den folgenden Jahren teilweise abgetragen und ist heute eine Lagerhalle.